# Björknäs glasbruk

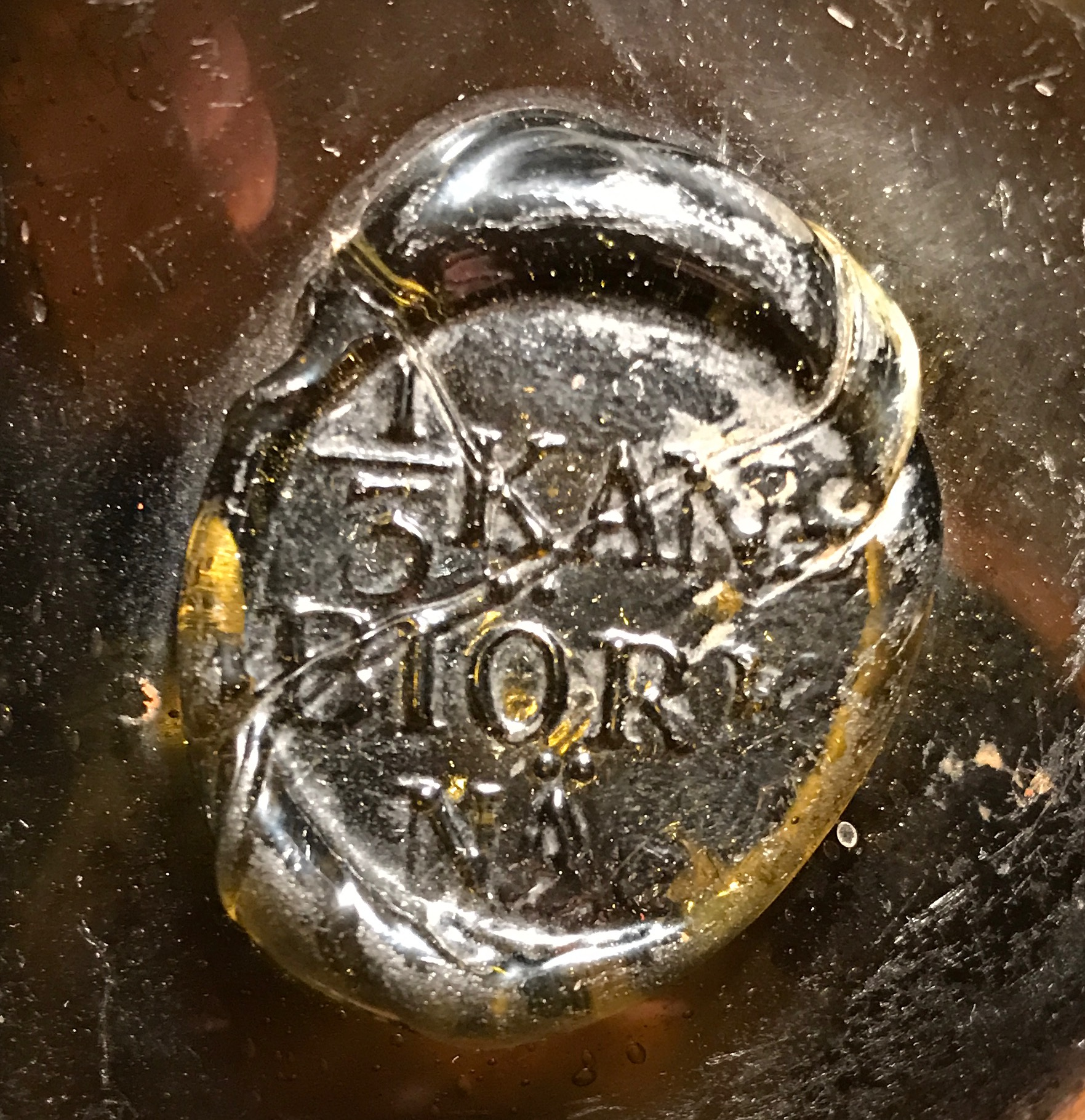
Sigill på glasflaska från Björknäs glasbruk

Björknäs glasbruk var ett svenskt glasbruk som anlades 1736 vid Lilla Björknäs på Värmdön av ett konsortium av fem delägare: baron Daniel Niklas von Höpken, landshövding Theodor Ankarcrona, handelsmännen i Stockholm Henrik Schröder och Michael Hising samt kommissarien Johan Rudlof Bertling.
I privilegiebrevet ingick från början en blandad produktion: 
"spegel- och Wagnglas af finare och sämre slag, så kallat Kreytenglas, fönsterglas fint, ordinärt och slätt dito; carrafiner, flaskor, bouteiller, apotekareglas såsom retorter och recepienter med flera till hwarjehanda spirtumsförwarande, allehanda lufft-, watten- och sohlglas jemte wijn- och drickesglas af åtskillig sort och storlek, med mera som hädanefter kan inventeras och tillwärkas."
Bruket drabbades snabbt av problem. År 1739 brann  spegelglashyttan, varför denna tillverkning lades ned. Tidigt lades tyngdpunkten  i tillverkning av fönsterglas och buteljer, och här blev bruket den viktigaste producenten i Sverige.
År 1741 tillverkades 104 603 buteljer, under halva år 1742 47 517.
När Björknäs startades, fanns bara två andra glasbruk i Sverige: Kungsholmens glasbruk och Henrikstorps glasbruk. På Kungsholmen tillverkades huvudsakligen finare glas som Björknäs inte valde att konkurrera med, och Henrikstorp låg i Skåne och hade sin huvudsakliga marknad i Sydsverige.
Med tiden hårdnade konkurrensen. År 1741 tillkom Limmareds glasbruk och 1742 Kosta glasbruk i Småland, år 1751 Ströms glasbruk i Västerbotten – visserligen snart nedlagt, men på 1770-talet ersatt av Strömsbäcks glasbruk, år 1750 Sandö glasbruk i Ångermanland, år 1757 Casimirsborgs glasbruk vid Smålandskusten, år 1762 Göteborgs glasbruk och Sophiendal i Hälsingland, därefter 1764 Anneberg i Värmland, samt 1781 Cederbergs i Östergötland. Björknäs, som låg i en relativt skogfattig trakt, fick svårt att klara sig trots närheten till huvudstaden. År 1785 lades bruket ned.
Den siste direktören på glasbruket var Per Fahlander (1719–1796) som var gift med Anna Christina Engström (1746–1772). De hade bl.a. sonen Gustaf Fahlander, adlad Edelstam.
Glasbrukssjön är namngivet efter Björknäs glasbruk.